# Anglberger See
Der Anglberger See ist ein 2 ha großer See beim Dorf Anglberg in der Gemeinde Zolling im bayerischen Landkreis Freising.

## Beschreibung
Der Anglberger See entstand in den Jahren 1975 bis 1999 durch Kiesabbau. Er hat eine maximale Wassertiefe von 7 Metern. Der See wurde im Jahr 2000 vom Erholungsflächenverein zum Badesee umgestaltet.
Unmittelbar daneben südlich liegt ein weiterer Landschaftssee, der Anglberger Weiher, mit einer Fläche von 0,9 ha.